# Fuck, I'm Lonely
Fuck, I'm Lonely (Lonely nella versione censurata) è un singolo del cantante statunitense Lauv, pubblicato nel 2019 ed estratto dall'album How I'm Feeling.
Il brano, che si avvale della collaborazione della cantante britannica Anne-Marie, è stato utilizzato anche per la colonna sonora della terza stagione della serie televisiva Tredici (13 Reasons Why) trasmessa da Netflix.

## Tracce
1. Fuck, I'm Lonely (featuring Anne-Marie) – 3:18